# Championnat de Biélorussie de football 2014
Navigation
Saison 2013 Saison 2015
La saison 2014 du Championnat de Biélorussie de football est la 24e édition de la première division biélorusse. 
Les douze équipes s'affrontent d'abord dans une poule unique, en matches aller-retour, puis deux poules de six équipes sont formés (une poule pour déterminer le champion et les qualifiés en coupe d'Europe et une autre pour déterminer le club relégué et le barragiste) et une nouvelle cession de matches aller-retour a lieu entre équipes d'une même poule, chaque équipe conservant les points acquis lors de la première partie du championnat. En fin de saison, afin de permettre le passage de l'élite de 12 à 14 équipes, le dernier du classement dispute un barrage face au club classé troisième de 2e division.
C'est le tenant du titre, le FC BATE Borisov, qui s'impose à nouveau cette saison après avoir terminé en tête du classement, avec dix points d'avance sur le Dynamo Minsk et vingt-et-un sur le Chakhtior Soligorsk. Il s'agit du onzième titre de champion de Biélorussie du BATE Borisov, le neuvième consécutif.

## Les 12 clubs participants
| - FK Dynamo Minsk - FK Minsk - FK Gomel - FC Brest - Torpedo Jodzina - FK Neman Grodno | - FK Belshina Babrouïsk - Naftan Novopolotsk - FK Slutsk - Promu de D2 - Chakhtior Soligorsk - FC BATE Borisov - FK Dnepr Moguilev |

## Compétition
Le barème de points classique est appliqué pour cette compétition :
- Victoire : 3 points
- Match nul : 1 point
- Défaite : 0 point

Les critères de départage en cas d'égalité sont, en priorité décroissante, le nombre de victoires, les confrontations entre les équipes concernées (points, matchs gagnés, différence de buts, buts marqués), la différence de buts générale et enfin le nombre de buts marqués. 

### Première phase

#### Classement
| Rang | Équipe               | Pts | J  | G  | N | P  | Bp | Bc | Diff |
| ---- | -------------------- | --- | -- | -- | - | -- | -- | -- | ---- |
| 1    | FC BATE BorisovT     | 51  | 22 | 15 | 6 | 1  | 46 | 12 | +34  |
| 2    | FK Dynamo Minsk      | 49  | 22 | 15 | 4 | 3  | 33 | 8  | +25  |
| 3    | Naftan Novopolotsk   | 37  | 22 | 10 | 7 | 5  | 30 | 20 | +10  |
| 4    | FK Gomel             | 32  | 22 | 8  | 8 | 6  | 22 | 21 | +1   |
| 5    | Chakhtior SoligorskC | 32  | 22 | 9  | 5 | 8  | 20 | 20 | 0    |
| 6    | Torpedo Jodzina      | 31  | 22 | 8  | 7 | 7  | 21 | 20 | +1   |
| 7    | FK Neman Grodno      | 27  | 22 | 7  | 6 | 9  | 25 | 24 | +1   |
| 8    | FK Minsk             | 26  | 22 | 8  | 2 | 12 | 23 | 26 | -3   |
| 9    | FK SlutskP           | 25  | 22 | 7  | 4 | 11 | 15 | 26 | -11  |
| 10   | FC Brest             | 22  | 22 | 6  | 4 | 12 | 23 | 52 | -29  |
| 11   | Belshina Babrouïsk   | 18  | 22 | 4  | 6 | 12 | 28 | 39 | -11  |
| 12   | FK Dnepr Moguilev    | 12  | 22 | 1  | 9 | 12 | 11 | 29 | -18  |

|  | Qualification pour la poule pour le titre                                              |
|  | Participation à la poule de relégation                                                 |
|  | T : Tenant du titre C : Vainqueur de la Coupe de Biélorussie P : Promu de First League |

#### Matchs
| Résultats (▼dom., ►ext.)                                   | BAT | BSH | DBR | DMI | DNE | GOM | MIN | NAF | NEM | SHA | SLU | TZH |
| FC BATE Borisov                                            |     | 5-2 | 4-0 | 0-0 | 3-0 | 0-0 | 1-0 | 3-1 | 0-0 | 0-0 | 3-0 | 1-1 |
| FK Belshina Babrouïsk                                      | 1-2 |     | 7-0 | 0-1 | 0-0 | 1-2 | 0-3 | 1-1 | 3-4 | 2-1 | 1-2 | 0-1 |
| FC Brest                                                   | 0-4 | 2-2 |     | 2-1 | 0-2 | 2-0 | 2-3 | 0-7 | 1-2 | 0-0 | 2-1 | 2-1 |
| FK Dynamo Minsk                                            | 0-2 | 4-1 | 3-1 |     | 3-0 | 1-0 | 2-0 | 2-1 | 1-0 | 3-0 | 3-0 | 0-0 |
| FK Dnepr Moguilev                                          | 0-1 | 0-0 | 0-1 | 0-1 |     | 1-1 | 1-1 | 0-2 | 2-3 | 0-1 | 0-2 | 2-2 |
| FK Gomel                                                   | 0-3 | 3-1 | 6-3 | 0-2 | 0-0 |     | 1-0 | 2-2 | 0-2 | 1-0 | 1-0 | 0-0 |
| FK Minsk                                                   | 1-4 | 0-1 | 2-0 | 0-2 | 1-0 | 1-2 |     | 0-1 | 1-1 | 3-0 | 1-0 | 0-2 |
| Naftan Novopolotsk                                         | 1-1 | 3-1 | 1-1 | 0-2 | 0-0 | 1-0 | 0-4 |     | 2-0 | 1-1 | 1-0 | 2-0 |
| FK Neman Grodno                                            | 1-2 | 1-1 | 1-1 | 0-2 | 4-1 | 1-1 | 0-1 | 0-2 |     | 3-0 | 0-1 | 0-0 |
| Chakhtior Soligorsk                                        | 2-0 | 1-2 | 2-3 | 0-0 | 0-0 | 0-1 | 3-1 | 2-0 | 1-0 |     | 2-0 | 2-0 |
| FK Slutsk                                                  | 1-3 | 1-0 | 1-0 | 0-0 | 1-1 | 0-0 | 2-0 | 0-0 | 0-2 | 0-1 |     | 2-1 |
| Torpedo Jodzina                                            | 1-4 | 1-1 | 2-0 | 1-0 | 2-1 | 0-0 | 1-0 | 0-1 | 1-0 | 0-1 | 4-1 |     |
| - Victoire à domicile - Match nul - Victoire à l'extérieur |     |     |     |     |     |     |     |     |     |     |     |     |

### Deuxième phase

#### Poule pour le titre
| Rang | Équipe              | Pts | J  | G  | N  | P  | Bp | Bc | Diff |
| ---- | ------------------- | --- | -- | -- | -- | -- | -- | -- | ---- |
| 1    | FC BATE BorisovT C  | 71  | 32 | 20 | 11 | 1  | 68 | 21 | +47  |
| 2    | FK Dynamo Minsk     | 61  | 32 | 18 | 7  | 7  | 44 | 21 | +23  |
| 3    | Chakhtior Soligorsk | 50  | 32 | 14 | 8  | 10 | 35 | 28 | +7   |
| 4    | Torpedo Jodzina     | 50  | 32 | 13 | 11 | 8  | 38 | 30 | +8   |
| 5    | Naftan Novopolotsk  | 43  | 32 | 11 | 10 | 11 | 40 | 43 | -3   |
| 6    | FK Gomel            | 38  | 32 | 10 | 8  | 14 | 29 | 41 | -12  |

|  | Qualification pour la Ligue des champions 2015-2016                      |
|  | Qualification pour le 1er tour préliminaire de la Ligue Europa 2015-2016 |
|  | T : Tenant du titre C : Vainqueur de la Coupe de Biélorussie 2014-2015   |

#### Poule de relégation
| Rang | Équipe                | Pts | J  | G  | N  | P  | Bp | Bc | Diff |
| ---- | --------------------- | --- | -- | -- | -- | -- | -- | -- | ---- |
| 7    | FK Minsk              | 52  | 32 | 16 | 4  | 12 | 45 | 36 | +9   |
| 8    | FK Neman Grodno       | 42  | 32 | 11 | 9  | 12 | 41 | 36 | +5   |
| 9    | FK SlutskP            | 40  | 32 | 11 | 7  | 14 | 26 | 34 | -8   |
| 10   | FK Belshina Babrouïsk | 32  | 32 | 8  | 8  | 16 | 42 | 57 | -15  |
| 11   | FC Brest              | 26  | 32 | 7  | 5  | 20 | 29 | 68 | -39  |
| 12   | FK Dnepr Moguilev     | 20  | 32 | 2  | 14 | 16 | 19 | 42 | -23  |

|  | Participation au barrage de promotion-relégation |
|  | P : Promu de First League                        |

#### Barrage de promotion-relégation
À la fin du championnat, le 12e du classement affronte le 3e de deuxième division lors d'un duel en matchs aller et retour. 
| Équipe 1        | Résultat | Équipe 2          | Aller | Retour |
| --------------- | -------- | ----------------- | ----- | ------ |
| FK Vitebsk (D2) | 3 - 1    | FK Dnepr Moguilev | 2 - 0 | 1 - 1  |

- Le FK Vitebsk est promu parmi l'élite, le FK Dnepr Moguilev est relégué en deuxième division.

## Bilan de la saison
| Championnat de Biélorussie de football 2014                |                             |
| Champion                                                   | FC BATE Borisov (11e titre) |
| Coupes et trophées                                         |                             |
| Vainqueur de la Coupe de Biélorussie de football 2014-2015 | FC BATE Borisov             |
| Vainqueur de la Supercoupe de Biélorussie 2014             | FC BATE Borisov             |
| Qualifications continentales                               |                             |
| Ligue des champions 2015-2016 (2e tour qualificatif)       | FC BATE Borisov             |
| Ligue Europa 2015-2016 (2e tour qualificatif)              | FK Dynamo Minsk             |
| Ligue Europa 2015-2016 (2e tour qualificatif)              | Chakhtior Soligorsk         |
| Ligue Europa 2015-2016 (2e tour qualificatif)              | Torpedo Jodzina             |
| Promotions et relégations                                  |                             |
| Promus en Premier League                                   | FK Vitebsk                  |
| Promus en Premier League                                   | Granit Mikachevitchy        |
| Promus en Premier League                                   | FK Slaviya Mozyr            |
| Relégués en First League                                   | FK Dnepr Moguilev           |